# Сторожевая (Лютовское сельское поселение)
Сторожевая — деревня в Ливенском районе Орловской области России.
Входит в состав Лютовского сельского поселения.

## География
Деревня расположена на правом берегу реки Ливенка, на месте слияния с ней реки Жилевчик, и южнее деревни Сдобная Дубрава, с которой соединена просёлочной дорогой. Юго-западнее Сторожевой находится село Воротынск.
В деревне имеются две улицы — Луговая и Центральная.

## Население
| 2010 |
| ---- |
| 11   |